# Ectenopsis erratica
Ectenopsis erratica är en tvåvingeart som först beskrevs av Walker 1848.  Ectenopsis erratica ingår i släktet Ectenopsis och familjen bromsar. Inga underarter finns listade i Catalogue of Life.